# Puccinia cacabata
Puccinia cacabata ist eine Ständerpilzart aus der Ordnung der Rostpilze (Pucciniales). Der Pilz ist ein Endoparasit von Baumwollen und diversen Süßgräsern. Symptome des Befalls durch die Art sind Rostflecken und Pusteln auf den Blattoberflächen der Wirtspflanzen. Sie kommt vom südlichen Nordamerika bis nach Südamerika vor.

## Merkmale

### Makroskopische Merkmale
Puccinia cacabata ist mit bloßem Auge nur anhand der auf der Oberfläche des Wirtes hervortretenden Sporenlager zu erkennen. Sie wachsen in Nestern, die als gelbliche bis braune Flecken und Pusteln auf den Blattoberflächen erscheinen.

### Mikroskopische Merkmale
Das Myzel von Puccinia cacabata wächst wie bei allen Puccinia-Arten interzellulär und bildet Saugfäden, die in das Speichergewebe des Wirtes wachsen. Die Aecien  der Art besitzen 24–30 × 19–23 µm große, kugelige oder ellipsoide, hyaline Aeciosporen mit runzliger Oberfläche. Die zimtbraunen Uredien der Art wachsen beidseitig auf den Blättern der Wirtspflanzen. Ihre ebenfalls zimtbraunen Uredosporen sind breitellipsoid bis eiförmig, 21–27 × 20–24 µm groß und fein stachelwarzig. Die auf Stängeln und beidseitig auf Blättern wachsenden Telien der Art sind schwarzbraun und früh unbedeckt. Die haselnussbraunen Teliosporen des Pilzes sind zweizellig, in der Regel länglich bis breitellipsoid und 34–40 × 20–24 µm groß. Ihre Stiele sind farblos und bis zu 90 µm lang.

## Verbreitung
Das bekannte Verbreitungsgebiet von Puccinia cacabata reicht von den südwestlichen USA über die Bahamas bis nach Bolivien und Argentinien.

## Ökologie
Die Wirtspflanzen von Puccinia cacabata sind für den Haplonten Baumwollen (Gossypium spp.) sowie Bouteloua-, Cathesticum und verschiedene Chloris-Arten für den Dikaryonten. Der Pilz ernährt sich von den im Speichergewebe der Pflanzen vorhandenen Nährstoffen, seine Sporenlager brechen später durch die Blattoberfläche und setzen Sporen frei. Die Art verfügt über einen Entwicklungszyklus mit Telien, Uredien, Spermogonien und Aecien und macht einen Wirtswechsel durch.